# Sirénomélie
Pour les articles homonymes, voir Sirène.
 Mise en garde médicale
La sirénomélie (ou le syndrome de la sirène) est une maladie fœtale rare qui se caractérise par une fusion des membres inférieurs comparable à une queue de poisson.

## Symptômes
Outre la fusion des membres inférieurs, de nombreuses lésions sont observées sur des organes abdominaux (anomalies uro-génitales et jusqu'à des cardiopathies graves) et les sphincters sont souvent clos.

## Pronostic
Quand le diagnostic a lieu en pré-natal, les médecins ne peuvent pas donner un pronostic favorable. Il n'y a que trois cas de survie à cette maladie (avec de très nombreuses opérations chirurgicales), mais le diagnostic de sirénomélie y est contesté par certains observateurs dans plusieurs cas, dont celui l'Américaine Shiloh Pepin[réf. nécessaire]. Le plus récent a fait l'objet d'une certaine publicité médiatique après l'opération qui a permis de séparer les deux membres inférieurs chez une petite fille péruvienne, Milagros Cerrón, en 2005. Dans l'immense majorité des cas, le fœtus n'est pas viable et le décès intervient dans les heures qui suivent la naissance. Le record de longévité d'une malade est de 27 ans : Tiffany Yorks.

## Causes et origine
L'origine de cette maladie rare n'est pas vraiment connue. La plupart des spécialistes considèrent qu'il s'agit d'un accident de la croissance fœtale, mais il y a des recherches en cours afin de déterminer si une combinaison complexe d'anomalies génétiques ne pourrait pas être à l'origine de la maladie ou la favoriser[réf. nécessaire]. Les résultats ne sont pas concluants, même si une étude sur la souris[Laquelle ?] semble s'orienter vers la confirmation d'une possible origine génétique.
Elle serait notamment due à un défaut de migration des cellules épiblastiques vers le chordo-mésoblaste au 16e jour du développement fœtal induisant un déficit de la partie inférieure du corps.
La sirénomélie est due à une hypoplasie du bourgeon caudal (ou à sa régression excessive).
Il s'ensuit un syndrome de régression caudale, qui inclut des agénésies des vertèbres lombaires et sacrées, une imperforation anale et des anomalies des reins et du tractus urinaire.

### Statistiques
L'incidence de cette maladie touche un fœtus sur 100 000. Les individus atteints de cette maladie sont appelés bébés sirènes.